# Опел зафира
Опел зафира је аутомобил који производи немачка фабрика аутомобила Опел.

## Историјат
Зафира је Џенерал моторсов компактни минивен којег од 1999. године у Европи продаје Опел, а на тржишту је заменила неуспешну синтру. Досад је произведен у три генерације.
Зафира је била тек други минивен у компактној класи, после Рено сеника представљеног три године раније. Осим као Опел, зафира се продаје и као Воксол у Уједињеном Краљевству, Холден у Аустралији, и као Шевролет у Јужној Америци, Мексику и Тајланду, док се у Јапану назива Субару травик.
Прва генерација зафире, која се обично назива зафира А, што је уобичајено за Опелове моделе, развијен је уз помоћ Поршеа. Зафира је први пут приказана као концепт 1997. године на сајму у Франкфурту, а у серијску производњу је ушла јануара 1999. године, док је на тржиште изашао почетком априла исте године. Зафира има седам седишта распоређених у три реда. Задњи ред који може да се преклопи у под, ствара више простора у гепеку. Заснована је на платформи астре из 1997. године с којом дели многе особине.
Марта 2005. на сајму аутомобила у Женеви представљена је и потпуно нова друга генерација. Друга генерација се зове зафира Б. Дели платформу и механичке делове са астром Х. Редизајн зафире Б је урађен 2008. године.
Трећа генерација, која се зове зафира турер Ц, је дебитовала 2011. године на сајму аутомобила у Франкфурту, а у продаји се нашла крајем исте године. У великој мери се заснива на астри Ј.

## Галерија
- Зафира А
- Зафира А, редизајн
- Зафира Б
- Зафира Б, редизајн
- Зафира Ц